# Intaglio

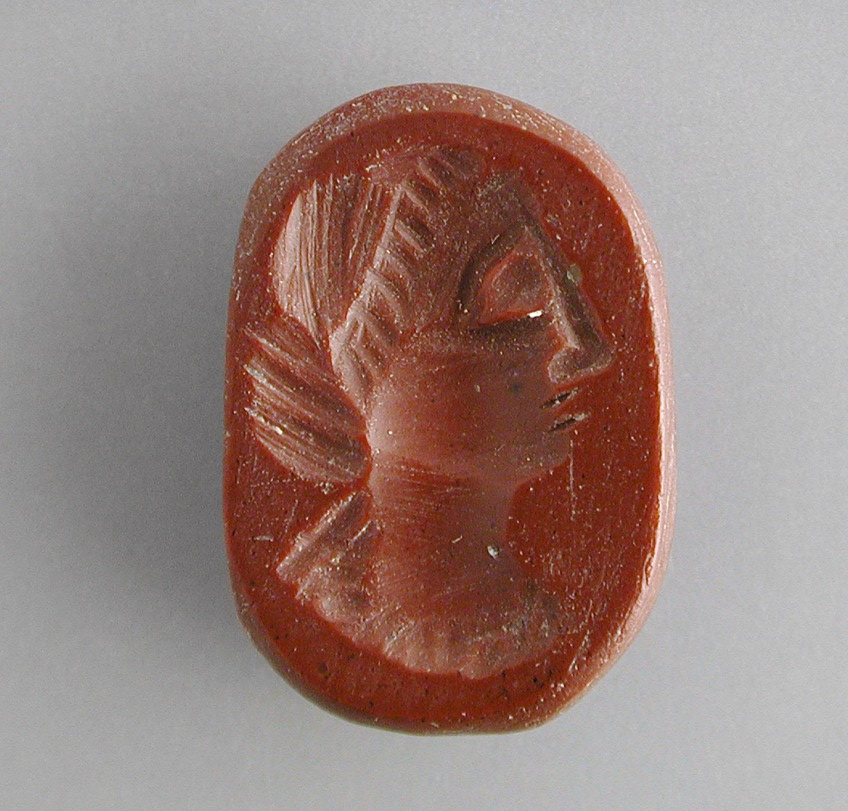
Prymitywne intaglio starożytne

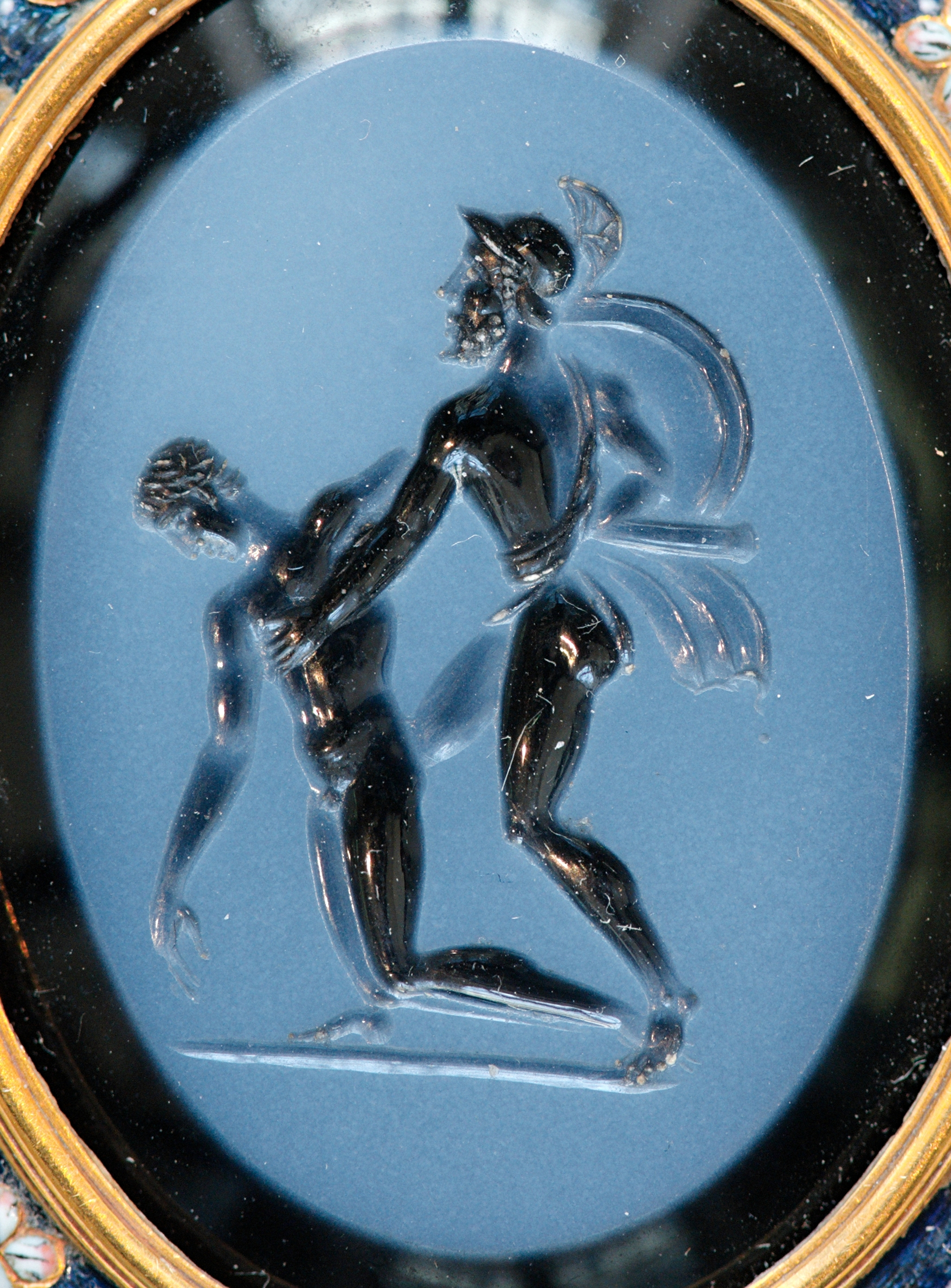
Artystyczne intaglio rzymskie

Intaglio – rodzaj gemmy, szlachetny lub półszlachetny kamień ozdobiony wklęsłym reliefem, odznaczający się wielką precyzją wykonania i dbałością o szczegół. 
Intaglio jest najpopularniejszym rodzajem reliefu, spotykanym zdecydowanie częściej niż kamea. 
Początkowo intaglio nie pełniło roli wyłącznie dekoracyjnej, jego odcisk w glinie lub miękkim wosku służył do pieczętowania dokumentów. Pieczęć taka była znakiem rozpoznawczym właściciela gemmy, świadectwem jego znaczenia i godności. 
Antyczne intaglia były przeważnie niewielkich rozmiarów. Za czasów Cesarstwa Rzymskiego rzadko spotykano ryte kamienie o średnicy przekraczającej 2,5 cm. Greckie były jeszcze mniejsze. Wśród zachowanych do dzisiaj rzeźb antycznych znacznie liczniejsze są intaglia niż kamee. Rzeźby antyczne wykonywano w różnych odmianach chalcedonu, berylu, w serpentynie, marmurze, w lapis lazuli. 
Dzisiaj intaglia kopiuje się przy użyciu pantografu, który przenosi oryginalny wzór na inny kamień. Z wyjątkiem egzemplarzy wykańczanych ręcznie są one jednak dość niskiej jakości i cechują się brakiem precyzji w wykonaniu detali.